# Mirza Ghulam Ahmad
Mirza Ghulam Ahmad (urdú: مرزا غلام احمد‎)  (Qadian, 13 de febrer de 1835 - Lahore, 26 de maig de 1908) va ser el fundador de la Comunitat Musulmana Ahmadia, un moviment de reforma dins de l'islam que es va establir a finals del segle XIX a l'Índia, concretament a la regió del Panjab. Ahmad es va presentar com a reformador i messies promès, proclamant ser el "Mahdí"(reformador esperat pels musulmans) i el "Messies", títols que en l'escatologia islàmica tradicional s'atribueixen a una figura destinada a renovar la fe i unir els musulmans i va afirmar tenir una missió divina per restaurar i purificar l'Islam, en línia amb els ensenyaments originals de Mahoma.. Aquesta reivindicació va generar controvèrsies dins la comunitat musulmana de l'època i, encara avui dia, provoca tensions amb altres branques de l'islam.

## Biografia
Mirza Ghulam Ahmad va néixer el 13 de febrer de 1835 a Qadian, una població de l'Índia britànica. Procedia d'una família noble i acomodada amb influències musulmanes i, durant la seva infantesa, va mostrar un gran interès per la religió i la recerca espiritual. Els seus estudis es van centrar en el Corà i en la vida del profeta Mahoma, així com en altres textos religiosos com la Bíblia i les escriptures hindús, fet que va ajudar a formar la seva perspectiva sobre el diàleg interreligiós i el sincretisme.

## Principals punts de la seva missió
1. Reforma religiosa: Va afirmar que havia estat enviat per Déu per     revitalitzar l'Islam en un període de decadència moral i espiritual.
2. Rebutjament de la gihad violenta: Ghulam Ahmad va fer èmfasi en la necessitat de la "gihad espiritual" (o esforç interior) en lloc de la gihad militar, que considerava inapropiada per al context del seu temps.
3. Messies i Mahdí: Segons els seus seguidors, Ghulam Ahmad va complir les profecies islàmiques que anunciaven l'arribada d'un Messies i d'un Mahdí, paper que creia que reunia en ell mateix.

## Principals obres i pensament

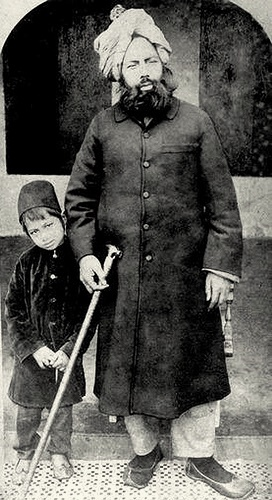
Mirza Ghulam Ahmad amb el seu fill, Mirza Sharif Ahmad

Ahmad va ser un escriptor prolífic. Algunes de les seves obres més conegudes són:
- Barahin-e-Ahmadiyya, una sèrie d'escrits on defensava la veracitat de l'islam i responent a les crítiques provinents de missioners cristians i altres religions.
- Jesus in India ("Jesús a l'Índia"), en la qual va argumentar que Jesús no va morir a la creu sinó que va sobreviure i va viatjar a l'est, on finalment va morir de mort natural.

El pensament d'Ahmad promou la coexistència pacífica entre les religions i una interpretació de l'islam basada en l'espiritualitat i la moralitat. Aquest enfocament ha portat la Comunitat Ahmadia a defensar fermament els drets humans i la llibertat religiosa arreu del món.

## Fundació de la Comunitat Ahmadia
El 1889, Ahmad va formalitzar el seu moviment de reforma establint la Comunitat Musulmana Ahmadia i començant a reunir seguidors. Va defensar una interpretació pacífica de l'islam i va posar èmfasi en valors com la justícia, la compassió i la unitat entre les diferents religions. Ahmad afirmava que havia tingut visions i revelacions divines que li havien confirmat la seva missió com a "Messies promès" i "Mahdí".

## Comunitat Ahmadia
Després de la seva mort, els seus seguidors van establir un moviment internacional anomenat Comunitat Ahmadia de l'Islam, que avui dia compta amb milions de membres arreu del món, tot i ser un moviment minoritari dins de l'Islam. La Comunitat Ahmadia és coneguda pel seu compromís amb la pau i l'educació, i per l'activitat missionera en diverses parts del món.
Malgrat aquests principis, les creences de la Comunitat Ahmadia són vistes per moltes branques de l'Islam tradicional com a herètiques, especialment per la proclamació de Ghulam Ahmad com a profeta després de Mahoma, ja que en l'Islam majoritari, Mahoma és considerat l'últim profeta. Això ha dut a persecucions dels ahmadis en diversos països musulmans, on se'ls nega sovint la consideració com a musulmans.

## Controvèrsies i impacte
La proclamació d'Ahmad com a messies i profeta va provocar una divisió dins de la comunitat islàmica, ja que el consens majoritari en l'islam és que Mahoma és l'últim profeta. Això va portar al fet que molts musulmans consideressin la Comunitat Ahmadia com a herètica. Malgrat les controvèrsies, la Comunitat Ahmadia ha crescut significativament i actualment compta amb milions de seguidors a tot el món.